# マティルデ・フォン・バイエルン (1877-1906)
マティルデ・マリー・テレジア・ヘンリエッテ・クリスティーネ・ルイトポルダ・フォン・バイエルン（ドイツ語: Mathilde Marie Theresia Henriette Christine Luitpolda von Bayern, 1877年8月17日 - 1906年8月6日）は、バイエルン王国の王族、バイエルン王女（Prinzessin von Bayern）。

## 生涯
のちにバイエルン王ルートヴィヒ3世となるバイエルン王子ルートヴィヒと、その妻のオーストリア＝エステ大公女マリア・テレジアの間に三女として生まれた。1900年5月1日、ミュンヘンでザクセン＝コーブルク＝コハーリ家の公子ルートヴィヒ・ガストンと結婚した。ルートヴィヒ・ガストンは最後のブラジル皇帝ペドロ2世の孫息子である。
1906年、肺病のために28歳の若さで亡くなった。

## 子女
夫ルートヴィヒ・ガストンとの間に1男1女をもうけた。
- アントニウス・マリア・ルートヴィヒ・クレメンス・オイゲン・カール・ハインリヒ・アウグスト・ルイトポルト・フランツ・ヴォルフガンク・ペーター・ガストン・アレクサンダー・アルフォンス・イグナティウス・アロイジウス・スタニスラウス（1901年 - 1970年） - 1938年、Luise Mayrhoferと結婚。
- マリア・インマクラータ・レオポルディーネ・フランツィスカ・テレジア・イルデフォンサ・アーデルグンデ・クレメンティーネ・ヒルデガルト・アンナ・ヨーゼファ・エリーザベト・ザンクタ＝アンゲリカ・ニコレッタ（1904年 - 1940年）